# Sony Music Entertainment
Sony Music Entertainment (SME), cunoscută în mod obișnuit ca Sony Music, este o companie multinațională de muzică deținută de Sony Entertainment și administrată de divizia umbrelă americană a conglomeratului multinațional Sony. Este divizia de casă de recorduri a Sony Music Group, cu cealaltă jumătate fiind divizia de casă de editură muzicală Sony Music Publishing.
Fondată în 1929 ca American Record Corporation, a fost cumpărată de Columbia Broadcasting System în 1938 și redenumită în Columbia Recording Corporation. În 1966, compania a fost reorganizată ca să devină CBS Records. Sony a cumpărat compania în 1988 și a redenumit-o SME în 1991. În 2004, Sony și Bertelsmann au fondat un partneriat de 50–50 cunoscut ca Sony BMG ca să se ocupe de operațiunile Sony Music Entertainment și Bertelsmann Music Group (BMG), dar Sony a achiționat acțiunile lui Bertelsmann patru ani mai târziu și a revenit la numele de companie din 1991. Această achiziție a condus la etichetele anterior sub BMG, inclusiv Arista, Jive, LaFace și J Records în a deveni foste etichete BMG și în prezent coeticheta principală a Sony, RCA Records, în 2011 și a condus la relansarea lui BMG ca BMG Rights Management. Arista Records a fost readusă mai târziu în 2018.
Pe 17 iulie 2019, Sony a anunțat o fuziune a Sony Music Entertainment și brațului de editură muzicală Sony/ATV să formeze Sony Music Group. Fuziunea a fost finalizată pe 1 august 2019.
Din 2023, Sony Music Entertainment este a doua cea mai mare dintre cele Trei Mari companii de recorduri, după Universal Music Group și urmat de Warner Music Group. Divizia sa de editură de muzică Sony Music Publishing (fostul Sony/ATV) este cea mai mare editură de muzică din lume.

## Istorie
Compania, care a evoluat în Sony Music, a fost fondatǎ în 1929 ca American Record Corporation (ARC), prin fuziunea mai multor companii de înregistrare mai mici. În adâncimile Marii Depresiuni, Columbia Phonograph Company (fondată în 1888) în SUA a fost achiziționată de către ARC în 1934. ARC a fost achiziționată în 1938 de Columbia Broadcasting System (CBS) (care însăși a fost formatǎ de Columbia Phonograph Company, dar apoi, vândutǎ). Șeful executiv al RCA Victors records, Ted Wallerstein l-a convins pe directorul companiei CBS, William S. Paley sǎ cumpere ARC, iar mai apoi, Paley l-a fǎcut pe Wallerstein director al noii companii dobândite. CBS a făcut-o pe Columbia compania sa pilot împreunǎ cu filiala sa, Okeh, în timp ce CBS achiziționa alte filiale. În 1953, CBS a fondat Epic Records.
În 1958, CBS a fondat o nouǎ companie, Date Records, care a emis inițial muzică rock.
În 1960, Columbia / CBS a început negocierile cu principalul său  distribuitor internațional, Philips Records, cu scopul de a începe propria companie internațională de înregistrǎri. CBS a avut drepturile numai la numele de Columbia, în America de Nord. Columbia Phonograph Company a avut divizii și filiale internaționale, cum ar fi Columbia Graphophone Company în Marea Britanie, dar ele au fost vândute.